# غلين رايت
غلين رايت (بالإنجليزية: Glenn Wright)‏ هو لاعب كرة قاعدة أمريكي، ولد في 6 فبراير 1901 في أركي في الولايات المتحدة، وتوفي في 6 أبريل 1984 في أولاث في الولايات المتحدة.

## وصلات خارجية
- غلين رايت على موقعبيزبول رفرنس.كوم (الدوري الرئيسي) (الإنجليزية)
- غلين رايت على موقعبيزبول رفرنس.كوم (الدوري الثانوي) (الإنجليزية)